# Başar Önal
Başar Önal (Doetinchem, 6 luglio 2004) è un calciatore turco, attaccante del N.E.C..

## Carriera

### Club
Önal è cresciuto nel settore giovanile del De Graafschap ed ha debuttato in prima squadra il 18 marzo 2022 nell'incontro di Eerste Divisie perso 3-1 contro il MVV. Ha segnato il suo primo gol il 22 aprile seguente nel successo per 4-0 sull'Helmond Sport.
Il 5 luglio 2024 è stato acquistato dal N.E.C., con cui ha esordito nella prima divisione olandese.

### Nazionale
Ha giocato nelle nazionali giovanili turche Under-18 ed Under-19.

## Statistiche

### Presenze e reti nei club
Statistiche aggiornate al 30 agosto 2024.’’
| Stagione        | Squadra         | Campionato      | Campionato | Campionato | Coppe nazionali | Coppe nazionali | Coppe nazionali | Coppe continentali | Coppe continentali | Coppe continentali | Altre coppe | Altre coppe | Altre coppe | Totale | Totale |
| Stagione        | Squadra         | Comp            | Pres       | Reti       | Comp            | Pres            | Reti            | Comp               | Pres               | Reti               | Comp        | Pres        | Reti        | Pres   | Reti   |
| --------------- | --------------- | --------------- | ---------- | ---------- | --------------- | --------------- | --------------- | ------------------ | ------------------ | ------------------ | ----------- | ----------- | ----------- | ------ | ------ |
| 2021-2022       | De Graafschap   | 1D              | 4+2        | 1+0        | CO              | 0               | 0               |                    | -                  | -                  |             | -           | -           | 6      | 1      |
| 2022-2023       | De Graafschap   | 1D              | 37         | 7          | CO              | 4               | 2               |                    | -                  | -                  |             | -           | -           | 41     | 9      |
| 2023-2024       | De Graafschap   | 1D              | 32+2       | 9+0        | CO              | 2               | 0               |                    | -                  | -                  |             | -           | -           | 36     | 9      |
| 2024-2025       | N.E.C.          | ED              | 4          | 0          | CO              | 0               | 0               |                    | -                  | -                  |             | -           | -           | 4      | 0      |
| Totale carriera | Totale carriera | Totale carriera | 81         | 17         |                 | 6               | 2               |                    | -                  | -                  |             | -           | -           | 87     | 19     |